# قيلة معوية
القيلة المعوية هو بروز من الأمعاء الصغيرة والصفاق في القناة المهبلية، ويمكن علاجها عبر المهبل أو تنظير البطن.
قد تعيق القناة المعوية أيضًا المستقيم، مما يؤدي إلى أعراض التبرز المتعسّر.يمكن أن تشكل الأمعاء بعد العلاج السرطانات النسائية.